# Evelyn Stevens
Evelyn Lee Stevens (nascida em 9 de maio de 1983) é uma ciclista de estrada profissional norte-americana que competiu no ciclismo nos Jogos Olímpicos de Verão de 2012, representando os Estados Unidos.